# Wola Rzeczycka
Wola Rzeczycka – wieś w Polsce położona w województwie podkarpackim, w powiecie stalowowolskim, w gminie Radomyśl nad Sanem.
| SIMC    | Nazwa      | Rodzaj    |
| ------- | ---------- | --------- |
| 0805324 | Kołowrót   | część wsi |
| 0805330 | Komorniki  | część wsi |
| 0805347 | Nowa Wieś  | część wsi |
| 0805353 | Przymiarki | część wsi |
| 0805360 | Turki      | część wsi |
| 0805376 | Zagroda    | część wsi |

Wieś szlachecka położona była w drugiej połowie XVI wieku w powiecie urzędowskim województwa lubelskiego. W latach 1975–1998 miejscowość administracyjnie należała do województwa tarnobrzeskiego.

## Historia
Pierwszą wzmiankę o wsi zawdzięczamy Długoszowi, który w Liber Beneficiorum wymienił Wolę Rzeczycką wśród wsi należących do parafii w Charzewicach. Musiała powstać dopiero po roku 1464, czyli dacie utworzenia parafii w Pniowie, gdyż wśród jej uposażenia nie było jeszcze dziesięciny z Woli Rzeczyckiej. Dopiero w „Księdze dochodów beneficjów diecezji krakowskiej" z 1529 roku czytamy, że pleban z Pniowa pobiera dziesięcinę snopową m.in. ze wsi ''Wolya Rzeczyska na Possanyw''. W 1478 roku jest wymieniona jako wieś szlachecka wśród włości Jakuba i Stanisława Zaklików z Międzygórza.
W 1626 właścicielką wsi była Anna Grodzka. W jej rękach Wola Rzeczycką była jeszcze w 1637 roku. Przez następne pół wieku sytuacja uległa zmianie. W 1676 roku trybun lubelski, Władysław Goraj - Lipnicki miał tu już 34 poddanych, 2 Żydów i 6 przedstawicieli czeladzi dworskiej.
W latach 20. XVIII wieku Wolę Rzeczycką nabył książę Jerzy Ignacy Lubomirski i wkrótce weszła w skład klucza ''długorzeczyckiego'', a Lubomirscy utworzyli tu obszerny folwark nazywany ''Zagroda''. Oprócz budynku mieszkalnego, składającego się z izby administratorskiej, istniały w folwarku brogi, szopy na słomę, obory, dwie stajnie, chlewy, lodownia oraz spichlerz.
W 1740 roku mieszkało w Woli Rzeczyckiej 40 kmieci, 7 komorników i rzemieślnik - łącznie 173 osoby. Pod koniec XVIII wieku liczba ludności wsi zmniejszyła się do 147 osób, nie było już kmieci, jedynie półrolnicy, zagrodnicy, 4 chałupników i 3 komorników. Przed I wojną światową wykazano tu już 585 mieszkańców.
W 1921 roku Wola Rzeczycka razem z przysiółkiem Turki miała 111 domów i 559 mieszkańców, zaś w 1938 ich liczba wzrosła do 731.
W pierwszej połowie XIX wieku majątek dworski stał się własnością Gostyńskiego. Po śmierci Gostyńskiego, Wola Rzeczycka powróciła do Lubomirskich.
Likwidacji posiadłości dworskich w Woli Rzeczyckiej dokonał w latach 1925–1926 książę Jerzy Lubomirski. Tutejszy folwark nabył żyd, Rachmiel Kanarek z Zaleszan, który jeszcze przed wybuchem II wojny światowej sprzedał go okolicznym chłopom. 

## Tradycje
Do kulturalnych atrakcji wsi należy zaliczyć, istniejący od momentu powstania parafii w 1924, zwyczaj wielkanocnej straży grobowej „Turków".

## Zabytki
Kościół Nawiedzenia Najświętszej Maryi Panny i św. Józefa w Woli Rzeczyckiej i zabytkowa  kaplica z XIX w. pw. Matki Boskiej Częstochowskiej.